# Кожный миаз
Кожный миаз (Тканевый миаз; Dermal myiasis; Dermatomyiasis, Furuncular Myiasis) — тип миазов, при которых личинки двукрылых паразитируют в коже, ранах, тканях человека.

## Этиология
Возбудители кожного миаза — личинки 18 различных родов мух: Cochliomyia hominivorax (см. Cochliomyiasis), Chrysoma bezziana (см. Chrysomyiasis), Dermatobia hominis (см. Дерматобиаз), Cordylobia anthropophaga (см. Кордилобиоз), Wohlfahrtia vigil (см. Вольфартиоз), Phormia regina (см. Формиоз), рода Sarcophaga (см. Саркофагоз) и др.

## Типы кожных миазов
Дерматомиаз (dermatomyasis) бывает поверхностный (dermatomyasis superficialis) когда возбудители паразитируют на поверхности поврежденной кожи, и глубокий (dermatomyasis profunda), при котором возбудители паразитируют в дерме и подлежащих тканях.
Кожный (тканевой) миаз бывает разных форм:
1) Эпидермальный миаз: личинки живут в толще эпидермиса и не выходят за его пределы (например, личинка 1-й фазы овода Gastrophilus, см. Гастрофилёз).
2) Подкожный миаз: личинки локализуются в соединительнотканных слоях кожи, причём вторично может поражаться и эпидермис (например, кожный овод коров Hypoderma, личинки которого могут гостепаразитировать и у человека, см. Гиподерматоз); соответствующая форма миаза получила название подкожного миаза с передвигающимся опуханием кожи над мигрирующей личинкой; личинки кожного человеческого овода Dermatobia и Cordylobia anthropophaga вызывают развитие фурункулезного миаза.
3) Подкожный миаз может переходить в тканевой, когда личинки мух попадают в язвы или раны и начинают разъедать живую ткань тела хозяина; в конечном счете могут происходить огромные разрушения мягких частей тела. Такие формы миаза иногда принимают генерализованный характер и могут быть причиной смерти. Тканевой миаз, в частности миаз ран, вызывается как облигатными (личинки Вольфартовой мухи), так и факультативными паразитами (личинки падальной мухи Lucilia, комнатной мухой Musca domestica, мясной мухой Calliphora и др.).

## Патогенез
Личинки паразитируют не только в ранах, но и проникают в здоровую кожу и производят зудящие язвы, фурункулы.

## Фурункулярные миазы
Dermatobia hominis обитает в Центральной и Южной Америке, откладывает яйца на комаров, листья и т. д. Яйца передаются человеку при непосредственном контакте с листвой или во время укуса носителя. За следующие 5 — 10 недель личинки роются глубже в коже, образуя куполообразные полости. Симптомы включают зуд, ощущение движения, колющую боль (часто ночью). Личинки в конечном итоге выползают обратно на поверхность кожи и падают на землю, где окукливаются.
Cordylobia обитают в тропической Африке. Все три вида Cordylobia могут вызвать фурункулярный миаз, однако C. anthropophaga наиболее часто. Личинки безболезненно проникают в неповрежденную кожу. Они развиваются в течение 8-12 дней. После этого они выползают из кожи, падают на землю и окукливаются.
Cuterebra обитает в Северной Америке. Человек заражается редко. Личинки проникают через кожу или слизистые оболочки носа, глаз, рта или ануса. Почти все случаи заболевания человека происходят в августе, сентябре или октябре. Типичные поражение имеют вид красных папул размером 2-20 мм или узелков с центральной порой, через которую дышит паразит. Личинка иногда видна через эту пору. Могут наблюдаться серозные или гнойные выделения, зуд. Больные испытывают ощущение движения в пределах поражения (см. Cuterebriasis).
Wohlfahrtia vigil и Wohlfahrtia opaca обитают в Северной Америке, Европе, России и Пакистане. В большинстве случаев заражение происходит с июня по сентябрь. В течение 24 часов после инвазии формируются фурункулы. Личинки развиваются в течение 4-12 дней, затем оставляют кожу, падают на землю, где окукливаются.

## Мигрирующий миаз
Gasterophilus intestinalis является наиболее частой причиной «ползучего» миаза у людей. Заражение происходит от лошадей. Личинки сначала производят папулы похожие на фурункулярный миаз. Затем личинки прокладывают норы в нижних слоях эпидермиса, вызывая интенсивный зуд. Поражения могут быть длиной до 30 см в день и может продолжаться в течение нескольких месяцев.
Hypoderma bovis и Hypoderma lineatum редко поражает человека, в основном в сельских районах. Яйца откладываются на волосах тела, личинки проникают через кожу или слизистую оболочку рта. Личинки мигрируют в подкожные ткани. Возникает зуд и жжение. Личинки могут мигрировать от 2 до 30 см в сутки. Чаще всего, личинка умирает в подкожной ткани. Может возникнуть лихорадка, боль в мышцах, боли в суставах, отёк мошонки, асцит (жидкость в брюшной полости живота), жидкость вокруг сердца, вторжение паразитов в головной и спинной мозг (см. Гиподерматоз).

## Раневый миаз
Миаз ран возникает при локализации личинок в ранах (когда в раны и язвы откладывали яйца самки). Тяжёлые случаи могут сопровождаться лихорадкой, ознобом, болью, кровотечением из зараженных участков, а также присоединением вторичной инфекции.
Cochliomyia hominivorax обитает в Центральной и Южной Америке. У людей заражение C. hominivorax обычно происходят в пределах и вокруг ушей, носа и глаз. Даже крошечные раны, такие как укус клеща или вросший ноготь, могут привлечь C. hominivorax. Самка откладывает яйца на края раны или на слизистые оболочки здорового человека. В течение одного дня из яиц вылупляются личинки, питающиеся в тканях и приводящие к массовым разрушениям тканей и большим глубоким поражениям. Одна рана может содержать до 3000 личинок, которые в конечном итоге упадут на землю для окукливания.

## Осложнения
Осложнения кожного миаза включает в себя целлюлит, абсцесс, столбняк, остеомиелит.

## Дифференциальный диагноз
Дифференциальный диагноз проводят с крапивницей и хронической мигрирующей эритемой. Основанием для постановки диагноза является обнаружение личинок.
Миаз, вызванный личинками оводов семейства Gastrophilidae, в отличие от паразитоза, вызванного личинками собачьих нематод, характеризуется наличием длинных ходов, слабой степенью экссудации и самопроизвольно не излечивается, в то время как личинки нематод самостоятельно покидают кожу человека (см. Нематодозы). Воспалительная реакция кожи, возможно обусловлена токсинами, выделяемыми личинками овода.
Гистологическое исследование обнаруживают разволокнение рогового слоя в зоне хода личинки, незначительный акантоз. Эпителиальные клетки вокруг личиночного хода и сосочки дермы отечны, сосуды расширены. Выражен воспалительный инфильтрат из полиморфно-ядерных лейкоцитов и эозинофилов.

## Лечение
Лечение заключается в механическом удалении личинок пинцетом после орошения пораженных участков 10 % р-ром хлороформа в растительном масле. При вторичной инфекции и некрозе необходимо оперативное вмешательство. Им также преграждают доступ к воздуху. Рана должна быть продезинфицирована.